# 山口県道15号岩国玖珂線
山口県道15号岩国玖珂線（やまぐちけんどう15ごう いわくにくがせん）は、山口県岩国市を通る主要地方道（山口県道）である。

## 概要
この道路は、いずれも国道2号の交点である山口県岩国市錦見3丁目 - 錦見交差点から山口県岩国市玖珂町野口 - 野口交差点間を、ショートカットする形で結ぶ。元々は山口県道路公社管理の有料道路であり、その名前から通称「欽明路道路（きんめいじどうろ）」または「欽明路バイパス」といわれる。
錦見交差点で分岐する国道2号は、土木技術があまり発達していなかった頃に完成したため、山間部を大きく迂回するルートをとっており、カーブが多く廿木峠は冬季の交通の難所であった事から短絡道の建設が望まれ、1972年（昭和47年）4月1日に『欽明路道路』として開通した。
当初は有料道路だったが、国道2号に比べ大幅にショートカットし信号機もほとんど無かった事から、2025年現在でも岩国市から周南・防府市方面へのメインルートとして使われており、交通量が多い。このため見込みより早期に建設費が償還され、1987年（昭和62年）7月1日に無料開放された。

### 路線データ
- 本線（Google マップ））
  - 起点：岩国市今津町3丁目[1]（今津町3丁目交差点 = 山口県道113号南岩国停車場磯崎線交点）[注釈 2]
  - 終点：岩国市玖珂町野口（野口交差点 = 国道2号交点）

## 歴史
- 1993年（平成5年）5月11日 - 建設省から、県道岩国周東線の一部が岩国玖珂線として主要地方道に指定される[2]。

## 路線状況

### 重複区間
- 山口県道113号南岩国停車場磯崎線（岩国市今津町3丁目・今津町3丁目交差点 - 岩国市山手町4丁目・山手交差点）
- 国道2号・国道187号（岩国市錦見3丁目・錦見3丁目交差点 - 錦見交差点）
- 山口県道112号藤生停車場錦帯橋線（岩国市川西2丁目・川西交差点 - 岩国市柱野）

## 地理
岩国市今津町3丁目交点から南西に向かい、今津川堰付近の白崎八幡宮周辺から北西に向かう。岩国市街地を抜けて岩国市錦見3丁目の錦見交差点で国道2号と100mほど重複し、再び分離後にJR岩徳線西岩国駅前を通過。新愛宕橋で錦川を横断し、JR岩徳線川西駅近くから南西に直進。川西トンネル・柱野トンネルを通過し、峠越えの後に欽明路トンネルを通過。岩国市玖珂町に入り野口交差点で再び国道2号と合流し終点となる。

### 通過する自治体
- 岩国市

### 交差する道路

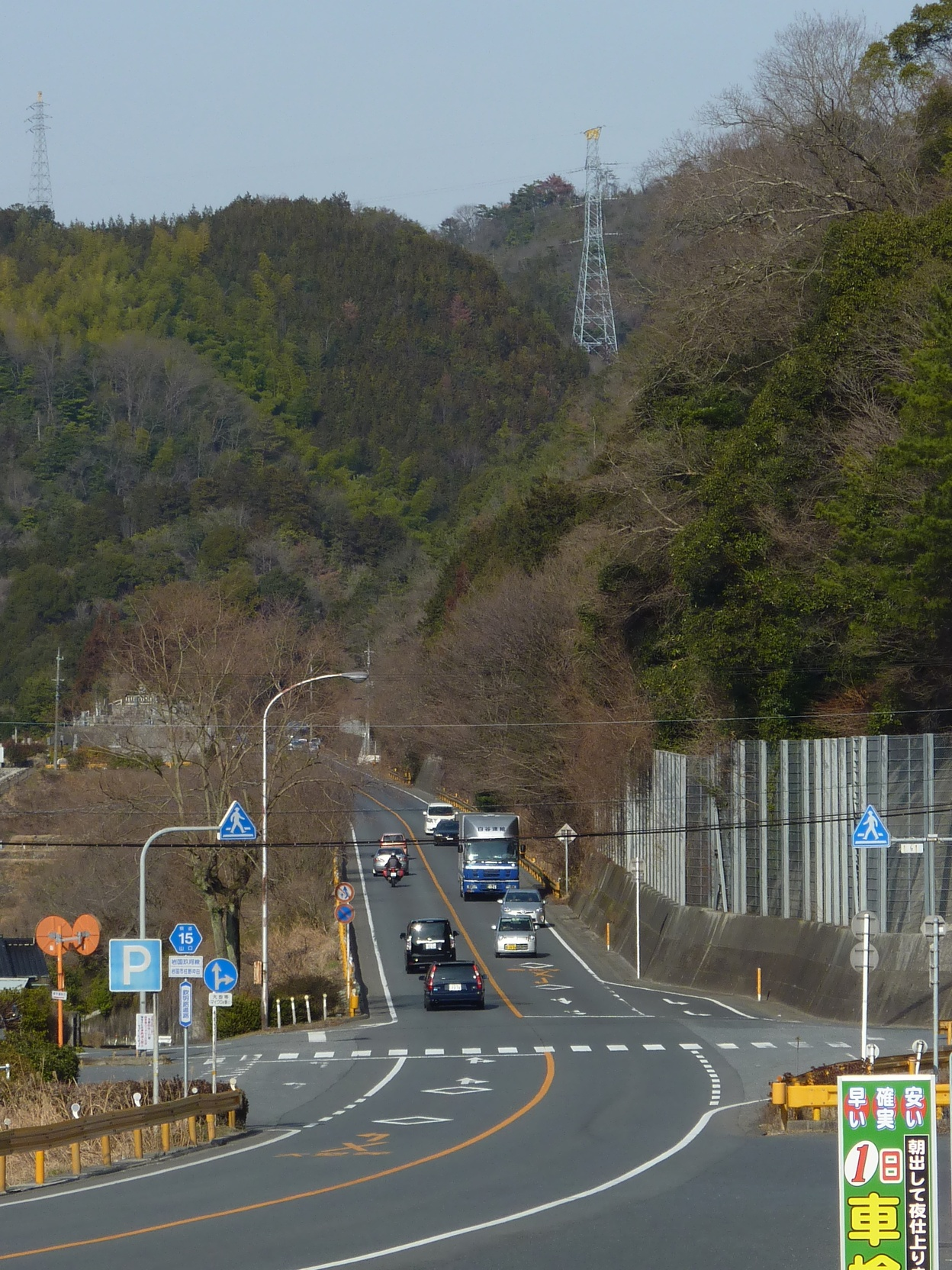
欽明路道路（岩国市柱野、市街地方面）

| 交差する道路                                                                 | 交差する場所        | 交差する場所                     |
| 現道                                                                         | 現道                | 現道                             |
| ---------------------------------------------------------------------------- | ------------------- | -------------------------------- |
| 山口県道113号南岩国停車場磯崎線 重複区間起点                                 | 今津町3丁目         | 今津町3丁目交差点 / 起点         |
| 国道188号 / 岩国南バイパス 山口県道113号南岩国停車場磯崎線 重複区間終点      | 山手町4丁目         | 山手交差点                       |
| 国道2号 重複区間起点 国道187号 重複区間起点                                  | 錦見（にしみ）3丁目 | 錦見3丁目交差点                  |
| 国道2号 重複区間終点 国道187号 重複区間終点                                  | 錦見3丁目           | 錦見交差点                       |
| 岩国市道西岩国駅通り線                                                       | 錦見6丁目           | 岩国市錦見交差点                 |
| 山口県道15号岩国玖珂線 / バイパス                                            | 牛野谷町1丁目       |                                  |
| 山口県道112号藤生停車場錦帯橋線 重複区間起点                                 | 川西2丁目           | 川西交差点                       |
| 山口県道・広島県道1号岩国大竹線 山口県道112号藤生停車場錦帯橋線 重複区間終点 | 柱野                |                                  |
| 国道2号                                                                      | 玖珂町野口          | 野口交差点 / 終点                |
| バイパス                                                                     |                     |                                  |
| 国道188号 / 岩国南バイパス 山口県道113号南岩国停車場磯崎線                   | 牛野谷町3丁目       | 牛野谷3丁目交差点 / バイパス起点 |
| 山口県道15号岩国玖珂線 / 現道                                                | 牛野谷町1丁目       | バイパス終点                     |